# オルト酢酸トリメチル
オルト酢酸トリメチル（オルトさくさんトリメチル、英: Trimethyl Orthoacetate）はオルトカルボン酸エステルの一種で、炭素にメトキシ基3つとメチル基1つが結合した構造である。異性体に、メトキシ基に代わりヒドロキシメチル基が結合したトリメチロールエタンがある。

## 安全性
引火点は16℃で、日本の消防法では危険物第4類第1石油類（非水溶性）に区分される。